# 神功海山
神功海山（じんぐうかいざん）とは、北太平洋の天皇海山群に位置する海山。約5,500万年前に形成されたとされ、その頂上は海面下約2,194mである。海山名は神功皇后に由来する。